# Between the Lines: Sara Bareilles Live at the Fillmore
| Đánh giá chuyên môn | Đánh giá chuyên môn |
| Nguồn đánh giá      | Nguồn đánh giá      |
| Nguồn               | Đánh giá            |
| ------------------- | ------------------- |
| allmusic            | [ 3 ]               |

Between the Lines: Sara Bareilles Live at the Fillmore (2008) là đĩa CD trực tiếp đầu tay thuộc chuyến lưu diễn đầu tiên của Sara Bareilles, được phát hành trên định dạng DVD và Blu-ray. Khi đặt mua trên trang mạng chính thức, album này còn kèm theo một phiên bản trực tiếp của bài hát "City".

## Danh sách bài hát
Tất cả bài hát đều được Bareilles sáng tác, trừ những nơi có ghi chú
1. "Bottle It Up"
2. "Vegas"
3. "Morningside"
4. "Love on the Rocks" (Sara Bareilles, Javier Dunn)
5. "Between the Lines"
6. "Fairytale"
7. "August Moon"
8. "City"
9. "Love Song"
10. "Many the Miles"
11. "(Sittin' On) The Dock of the Bay" (Otis Redding, Steve Cropper)
12. "Gravity"

Bản thể hiện lại bài hát "Oh! Darling" của The Beatles không được phát hành trong CD hay DVD.

## Những người thực hiện
Thông tin được trích từ CD.
- Sara Bareilles: dương cầm, guitar, Hát chính
- Javier Dunn: guitar điện chính, hát nền
- Josh Day: trống, hát nền
- Daniel Rhine: bass guitar, hát nền
- Eric Robinson: guitar điện, guitar mộc, Keyboard